# Nathaniel Crew, III barone di Crew
Nathaniel Crew, terzo barone Crew (31 gennaio 1633 – 18 settembre 1721), fu vescovo di Oxford dal 1671 al 1674 e vescovo di Durham dal 1674 al 1721. Fu uno dei più longevi vescovi che servirono la Chiesa d'Inghilterra.
Nathaniel era figlio di John Crew, primo barone Crew e nipote di Sir Thomas Crew, presidente della Camera dei Comuni. Fu educato al Lincoln College, di Oxford e fu nominato rettore della scuola nel 1668. Divenne decano di Chichester nel 1669, Maestro del Guardaroba di Carlo II poco tempo dopo, vescovo di Oxford nel 1671 e vescovo di Durham nel 1674. Dovette le sue rapide promozioni a Giacomo, duca di York, del quale si era guadagnato il favore incoraggiando segretamente gli interessi del duca per la religione cattolica romana.
Dopo l'ascesa al trono di Giacomo II, Crew ricevette anche il decanato della Cappella reale. Fece parte della commissione ecclesiastica del 1686, che sospese Henry Compton, vescovo di Londra (quest'ultimo aveva rifiutato di sospendere a sua volta John Sharp, arcivescovo di York, i cui scritti anti-papali erano risultati fastidiosi per il re) e ricevette la gestione condivisa della diocesi di Londra con Thomas Sprat, vescovo di Rochester. Al declino del potere di re Giacomo, Crew si dissociò dalla vita di corte e fece un'offerta a favore del nuovo governo di Guglielmo III votando per l'abdicazione di Giacomo II. Fu escluso dal perdono generale del 1690, ma successivamente gli fu consentito di mantenere la sua sede.
Lasciò grandi possedimenti devoluti per opere di carità e la sua beneficenza nei confronti del Lincoln College e dell'università di Oxford è commemorata nell'annuale orazione di Crew. Nel 1697 Nathaniel succedette a suo fratello Thomas come terzo baronetto Crew, ma la baronia si estinse dopo la sua morte.